# 남강 이승훈 (드라마)
《남강 이승훈》은 1982년 2월 15일부터 1982년 3월 16일까지 방영된 문화방송 월화드라마로, 조선시대부터 현대에 이르기까지의 거부들의 일대기를 엮어 한국 근대자본이 어떻게 형성되었나를 살펴보는 거부실록 시리즈 중 첫 번째 작품이다.
이 드라마는 독립운동가이며 오산학교를 세운 교육자, 마산 자기회사 설립자이기도 한 이승훈의 일대기를 그린 경제드라마이다.

## 등장 인물
- 김무생 : 이승훈 역
- 조경환
- 박규채
- 이영후
- 신충식
- 최명수
- 김호영
- 김기일
- 박광남
- 국정환
- 현석
- 박영태
- 이도련
- 백인철
- 홍순창
- 손창호
- 김기현
- 남영진
- 송기윤
- 신국
- 임채무
- 오미연
- 최지원
- 조진원
- 이상숙
- 박종관
- 박영지
- 김지훈
- 한인수
- 김애경
- 이휘향

## 수상
- 1982년 제9회 한국방송대상 연예TV부문 작품상

| 문화방송 월화드라마                        | 문화방송 월화드라마                             | 문화방송 월화드라마                                 |
| 이전 작품                                  | 작품명                                          | 다음 작품                                           |
| ------------------------------------------ | ----------------------------------------------- | --------------------------------------------------- |
| 장희빈 (1981년 10월 5일 ~ 1982년 4월 30일) | 남강 이승훈 (1982년 2월 15일 ~ 1982년 3월 16일) | 공주갑부 김갑순 (1982년 3월 22일 ~ 1982년 6월 15일) |